# خودفريد (دوق فريزيا)
خودفريد (بالدنماركية: Godfrid, hertug af Frisen)‏، دوق فريزيا Godfrid ،Godafrid، Gudfrid أو Gottfrid (بالنوردية القديمة Guðfrið}}؛ قتل في يونيو 885) كان زعيم دنماركي من عصر الفايكنغ في أواخر القرن التاسع. على الأرجح كان مع جيش هيثين العظيم، الذي جاء للقارة، وأصبح تابعاً للإمبراطور تشارلز البدين، وقام بالسيطرة على معظم فريزيا بين أعوام 882 و885.